# Un homme qui me plaît
Un homme qui me plaît és una pel·lícula francesa dirigida per Claude Lelouch de 1969.

## Argument
L'atzar fa que es trobin, als Estats Units, una actriu i un compositor, tots dos francesos. Deixant el seu marit i la seva filla a París, Françoise, famosa actriu de cinema, va cap als Estats Units, on l'espera un rodatge. Henri, compositor, casat amb una italiana, ha vingut sol a Nova York per gravar la música de la pel·lícula. Els atzars del rodatge els condueixen aviat tots dos a Los Angeles. Allà, es coneixen, prenen una copa junts i es converteixen en amants. L'endemà, Henri decideix retardar la seva tornada vint-i-quatre hores per portar Françoise a Las Vegas. Una nova nit d'amor més tard, lloguen un cotxe i comencen un periple a través dels Estats Units amb la intenció d'arribar a Nova York....

## Repartiment
- Jean-Paul Belmondo: Henri
- Annie Girardot: Françoise
- Kaz Garas: Paul
- Peter Bergman: Director
- Farrah Fawcett: Patricia
- Foster Hood: Indi
- Bill Quinn: Passatger
- Timothy Blake: The Dominos
- Jerry Cipperly: Cambrer al Cafè
- Marie Pia Conte: La dona de Henri
- Arturo Dominici: Oficial de fronteres
- Sweet Emma: Ella mateixa
- Marcel Bozzuffi: el marit de Françoise